# 韓宝鉄鋼
韓宝鉄鋼（朝鮮語: 한보철강、ハンボてっこう、韓宝製鉄とも）は、大韓民国にかつてあった韓国財閥14位の規模だった韓宝グループ傘下の製鉄企業である。

## 概要
1997年1月23日に不渡りを出して破綻して韓国のIMF危機のきっかけになった。1991年の韓宝の宅地分譲にからむ「水西事件」の時に民自党の代表最高委員であった金泳三と韓宝の鄭泰守総会長との関係は始まり、1992年の韓国大統領選挙に際して金泳三の次男金賢哲と総会長の三男鄭譜根（韓宝グループ会長）の関係が深まり、金泳三は同選挙にて数千億ウォンを使ったとして選挙資金疑惑を追及された。
2003年、韓宝鉄鋼の資産を管理していた資産管理公社は、アメリカの企業再生ファンド、AKキャピタルへの売却が検討されたが破談。最終的には2004年、INIスチールおよび現代ハイスコ（ともに後の現代製鉄）に売却されている。
2019年6月、国外に逃亡していた鄭泰守の四男、鄭瀚根が国内に強制送還され、同じく逃亡中の父鄭泰守について、2018年末にエクアドルで死亡したと証言し、検察も公式に死亡と発表した。